# كونزية بيضوية
كونزية بيضوية (الاسم العلمي:Kunzea obovata) هي نوع من النباتات تتبع جنس الكونزية من فصيلة الآسية.